# Socom: U.S. Navy Seals Combined Assault
SOCOM: US Navy SEALs Combined Assault är en tredjepersonsskjutare till Playstation 2, utvecklat av Zipper Interactive och publicerat av Sony Computer Entertainment. 

## Gameplay
Spelets kampanjläge har 18 uppdrag och utspelar sig i det påhittade landet Adjikistan. Landet ligger någonstans mellan Afghanistan och Pakistan i Centralasien och spelet utspelar sig i ett antal olika miljöer och naturområden. Spelaren kan också spela sidouppdrag, som kan låsa upp nya uppdrag och ett antal olika spellägen. Man kan också få märken om man har slutfört olika uppdrag. När en spelare samlar ett visst antal märken kan man låsa upp nya vapen och vapenuppgraderingar. Det är även möjligt för spelaren att slutföra kampanjläget i en valfri ordning.
I spelets multiplayerdel kan man tillsammans med upp till tre andra spelare spela igenom spelets kampanjläge online. Spelet har alla SOCOM 3:s multiplayer-banor samt 10 nya. Spelaren kan nu förse sig med nya föremål som ett första hjälpen-låda, en ammunitionslåda eller en skyddsväst.